# Pullmantur Cruises
La  Pullmantur Cruises est une compagnie maritime spécialisée dans les navires de croisières. 

## Histoire
Filiale espagnole de la Royal Caribbean International, elle est créée à la fin des années 1990.
En 2013, la société décide de changer l'identité graphique et de renouveler la livrée de sa flotte. Les coques et cheminées sont peintes en bleu, les superstructures en blanc, un liseré turquoise au niveau du pont principal ainsi qu'un nouveau logo, en forme de vagues.
La compagnie disposait, avant son dépôt de bilan, de 3 navires en service.
Un de ces navires, le MV Zenith a quitté la flotte pour rejoindre celle de Croisières de France en avril 2014.
Un autre, le sister-ship du MS Sovereign, le Monarch of the Seas a rejoint Pullmantur en 2013.
En juillet 2020, la société dépose son bilan, consécutivement à la crise sanitaire du Covid19 ; au moins deux de ses navires sont destinés à la casse.

## Flotte
Depuis la pandémie de Covid-19, Pullmantur ne possède plus de navires.

## Anciens navires
- Pullmantur Monarch
- Pullmantur Sovereign
- Pullmantur Zenith
- Pullmantur Horizon

### Monarch
La capacité d'accueil de ce bateau est de 2 752 passagers. 

### Sovereign
La capacité d'accueil de ce bateau est de 2 733 passagers. 

### Zenith
Ce bateau a une capacité d'accueil de 1 828 passagers. 

### Horizon
Ce bateau a une capacité d'accueil de 1828 passagers.